# Кам'яна Балка (Миколаївський район)
Кам'яна́ Ба́лка (раніше Крюківка) — село в Україні, у Веснянській сільській громаді Миколаївського району Миколаївської області. Населення становить 93 осіб.
7 (20) листопада 1917 року, відповідно до Третього Універсалу Української Центральної Ради, увійшло до складу Української Народної Республіки.  